# Immaculata (Žilina)
Immaculata nebo socha Neposkvrněné Panny Marie je barokní sousoší, které se nachází na Mariánském náměstí v historickém centru Žiliny.
V období baroka se Žilina opět výrazněji zařadila do dějin výtvarné kultury Slovenska. Přítomnost řeholí jezuitů a františkánů přinesla rozvoj monumentální architektury kostelů a v jejich výzdobě nebývalý nárůst památek malby a sochařství. Důležité je, že se památky baroka v Žilině, v minulosti sužované požáry, dodnes zachovaly v jen málo změněném stavu, i když poznamenané působením času. K památkám baroka ve městě patří i ojedinělá památka exteriérového sochařství – mariánský sloup se sochou Panny Marie, patronky Slovenska.

Barokní socha uprostřed Mariánského náměstí je z roku 1738. Stalo se tak zásluhou žilinského senátora Josefa Matulaja, který daroval městu peníze na platy faráře, kaplana, profesorů, špitálu a stavbu a údržbu Immaculaty. Autory sochy byli řezbář a kameník Josef Veisman z Frýdku a sochař Václav Petráš z Řetechova u Uherského Brodu. Na soklu sochy je umístěn sv. Florián, patron hasičů, ochránce před požáry. Na podstavci sochy – piedestalu – byl původně latinsky nápis: 
| „ | Z úcty k Panne Márií a Bohu dal postaviť gróf (Juraj Erdödy) a mestská rada. | “ |

Socha byla restaurována v letech 1852, 1900 a 1913. Při této obnově jí dali nový maďarsko-slovenský nápis:
| „ | Tvoju pôvodnú krásu opätovne obnovil Tvoj ctiteľ Juraj Tvrdý, nitriansky kanonik a opát. | “ |

Až při další obnově sochy v roce 1940 se změnil text nápisu, který je ještě částečně vidět a část je zatřená maltou, v tomto znění:
| „ | Krásu Tvoju znova obnovilo Mesto Žilina za starostovania Vojtecha Tvrdého. | “ |

V době úsilí přejmenovat město na Stalinovo chtěli v roce 1953 sochu odstranit a přemístit na jiné místo. Avšak po pádu kameníka z lešení a jeho následné smrti se to už nikdo nepokusil zopakovat. Dlouho dokonce nikdo nechtěl ani odstranit lešení.
Socha Panny Marie – Immaculaty stojí na měkko tvarovaném soklu s reliéfem sv. Floriána, sokl je zdobený anděly a podpírán volutami a elegantní ornamentální kovovou mříží. Je částečně zlacená, vytvořená ze zkroucených rokajových a akantových rozvilín. Immaculate stojí na zeměkouli a na půlměsíci s lidským profilem, nohou přišlapuje hada. Bohatě řasený šat má jemně rozevlátý, ruce sepjaté a zrak obrácen k nebesům. Je prostovlasá a zdobí ji dvanáct hvězd. Socha byla restaurována i v letech 1988–1990 a 2001–2002. Památka podléhá neustálým negativním vlivům životního prostředí. Na stavu Immaculaty se výrazně projevuje i nepříznivý vliv blízkých lip.